# Transylvania

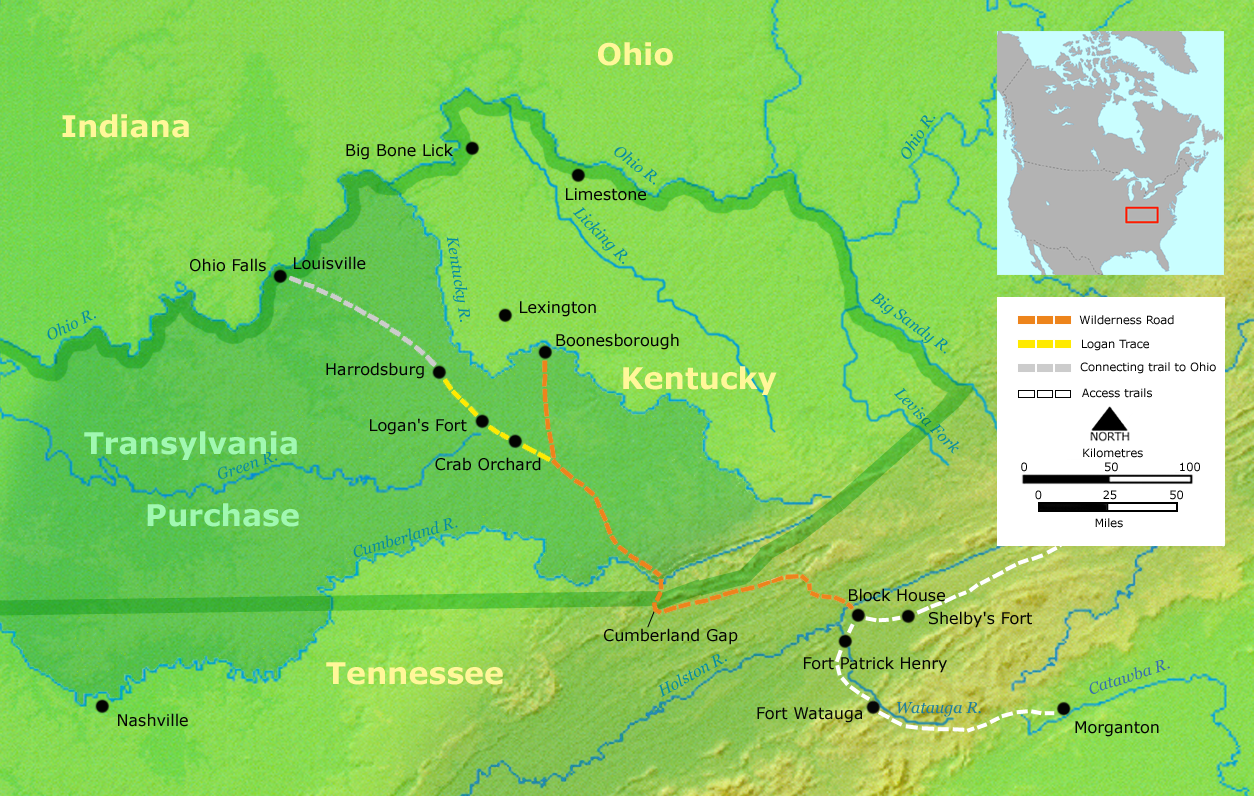
Dzika Droga i obszar Transylwanii

Transylvania była krótko istniejącą kolonią brytyjską na obszarze dzisiejszego amerykańskiego stanu Kentucky. Kolonia została utworzona w roku 1775 przez sędziego Richarda Hendersona z Karoliny Północnej, który odkupił ziemie od Czirokezów. Najsłynniejszym „obywatelem” Transylvanii był myśliwy i traper Daniel Boone, który został wynajęty przez Hendersona do wytyczenia Dzikiej Drogi przez Przełęcz Cumberland do środkowego Kentucky, gdzie założył warowną osadę Boonesborough, wówczas jedyne zamieszkane przez białych miejsce, a zarazem stolica Transylvanii. Transylvania przestała istnieć z chwilą, gdy Wirginia unieważniła zakup Hendersona w roku 1776.

## Podłoże
Zgodnie z postanowieniami pokoju w Forcie Stanwix z roku 1768, Irokezi, którzy uważali się za właścicieli dzisiejszego Kentucky, scedowali swe prawa na rzecz Korony Brytyjskiej. Jednakże Szaunisi z północy i Czirokezi z południa, używający Kentucky jako terenów łownych, nie byli stroną traktatu ze Stanwix. Gdy osadnicy napływali do Kentucky, Indianie zaczęli przeciwdziałać zbrojnie, co doprowadziło do tzw. wojny Dunmore’a w roku 1774, toczonej głównie pomiędzy Szaunisami i milicjami brytyjskiej Wirginii. Szaunisi przegrali krótkotrwałą wojnę i byli zmuszeni do zrzeczenia się praw do Kentucky.

## Transylvania Company
27 sierpnia 1774 Richard Henderson, sędzia z Karoliny, utworzył firmę obrotu ziemią, do której wciągnął bardziej prominentnych mieszkańców kolonii. Firma początkowo nazywała się „Richard Henderson and Company”, następnie „Louisa Company”, aż wreszcie „Transylvania Company”. Udziałowcy mieli zamiar odkupić Kentucky od Czirokezów, którzy rościli prawa do regionu, by założyć brytyjską kolonię własnościową.

## Traktat nad Jaworowymi Płyciznami
W marcu 1775 roku Henderson spotkał się z ponad 1200 Czirokezami nad Jaworowymi Płyciznami (obecnie Elizabethton w północno-wschodnim Tennessee), w tym z takimi wodzami jak Attakullakulla, Oconostota i Dragging Canoe. Zgodnie z postanowieniami traktatu, znanego również jako traktat Watauga, podpisanego 14 marca 1775, Henderson wszedł w posiadanie wszystkich terenów pomiędzy rzeką Cumberland, górami o tej samej nazwie i rzeką Kentucky, na południe od Ohio. Teren obejmował 81 000 km² powierzchni, czyli ponad połowę dzisiejszego stanu. Transakcja Hendersona była nielegalna w świetle praw obowiązujących w Karolinie Północnej i Wirginii, a ponadto była przeciwna Królewskiej Proklamacji z roku 1763 zakazującej prywatnych zakupów indiańskich ziem.

## Osadnictwo
Jeszcze przed zawarciem traktatu z Indianami Henderson wynajął Boone’a, doświadczonego trapera, który znał już Kentucky, by powiadomił Czirokezów o ewentualnym spotkaniu i negocjacjach, a następnie by wyrąbał trakt, znany jako Dzika Droga do serca Kentucky. Na czele grupy około trzydziestu drwali Boone wyznaczył szlak aż do rzeki Kentucky, gdzie założył osadę Boonesborough, która miała być stolicą Transylvanii. Równolegle powstały inne osady, jak np. Harrodsburg. Wielu osadników szło do Kentucky na własną rękę, nic nie wiedząc o istnieniu kolonii o nazwie Transylvania. 
Gdy Henderson przybył do Boonesborough, Transylvania stała się faktem. Nowa kolonia wybrała swoje władze z prezydentem, legislaturą i sądownictwem. Gdy wybuchła wojna o niepodległość Stanów Zjednoczonych w 1775, Transylvania nie zyskała uznania kongresu kontynentalnego jako czternasta kolonia. Kongres odmówił uznania kolonii bowiem zarówno Wirginia, jak i Karolina Północna rościły pretensje do tych ziem. W grudniu 1776, Zgromadzenie Ogólne Wirginii zdecydowało utworzyć hrabstwo Kentucky, a w 1778 odrzuciło roszczenia Hendersona. Jako rekompensatę Henderson i jego partnerzy otrzymali 31 km² nad rzeką Ohio poniżej ujścia rzeki Green.